# Sige
Sige (izvirno srbsko Сиге) je naselje v Srbiji, ki upravno spada pod Občino Žagubica; slednja pa je del Braničevskega upravnega okraja.

## Demografija
V naselju živi 608 polnoletnih prebivalcev, pri čemer je njihova povprečna starost 46,3 let (45,0 pri moških in 47,6 pri ženskah). Naselje ima 218 gospodinjstev, pri čemer je povprečno število članov na gospodinjstvo 3,23.
To naselje je v glavnem vlaško (glede na popis iz leta 2002).
|  |

| Demografija | Demografija     | Demografija     |
| Leto        | Št. prebivalcev | Št. prebivalcev |
| ----------- | --------------- | --------------- |
|             |                 |                 |
|             |                 |                 |
|             |                 |                 |
|             |                 |                 |
| 1948        | 1018            |                 |
| 1953        | 1074            |                 |
| 1961        | 1075            |                 |
| 1971        | 1040            |                 |
| 1981        | 1042            |                 |
| 1991        | 989             | 881             |
| 2002        | 935             | 704             |
|             |                 |                 |

| Etnična sestava po popisu iz leta 2002 | Etnična sestava po popisu iz leta 2002 | Etnična sestava po popisu iz leta 2002 | Etnična sestava po popisu iz leta 2002 | Etnična sestava po popisu iz leta 2002 |
| -------------------------------------- | -------------------------------------- | -------------------------------------- | -------------------------------------- | -------------------------------------- |
| Vlahi                                  | Vlahi                                  |                                        | 462                                    | 65,62%                                 |
| Srbi                                   | Srbi                                   |                                        | 225                                    | 31,96%                                 |
| Romuni                                 | Romuni                                 |                                        | 11                                     | 1,56%                                  |
| Jugoslovani                            | Jugoslovani                            |                                        | 1                                      | 0,14%                                  |
| Neznano                                | Neznano                                |                                        | 2                                      | 0,28%                                  |